# Droga wojewódzka 370
Die Droga wojewódzka 370 (DW 370) ist eine sieben Kilometer lange Droga wojewódzka (Woiwodschaftsstraße) in der polnischen Woiwodschaft Niederschlesien, die die Woiwodschaftsstraße 369 mit Tschechien verbindet. Die Strecke liegt im Powiat Karkonoski.